# Georges X
Georges X (en géorgien : გიორგი X, Giorgi X ; mort en 1605) est roi de Karthli de 1600 à 1605.

## Biographie
Georges est le fils du roi Simon Ier de Karthli et de Nestan-Daredjan, princesse de Kakhétie.
Il monte sur le trône de Karthli en 1600 alors que son père est détenu par les Ottomans en captivité à Istanbul où il meurt ultérieurement.
Le règne de Georges X est très court ; il se caractérise par la première tentative de rapprochement, sans suite, du Karthli avec la Russie et les fiançailles de sa fille aînée Eleni avec le futur tsar Fédor II Godounov, le fils de Boris Godounov. Georges X participe en 1603 à l’offensive de Chah Abbas Ier contre les Ottomans à Erevan et au Nakhitchevan. Il reçoit du souverain séfévide un trône en ivoire en récompense de sa bravoure.
La mort du roi intervient le 7 septembre 1605 dans des circonstances curieuses selon la Chronique géorgienne : il serait mort de la piqure sur sa langue d’une abeille qui s’était introduite dans le rayon de miel qu’il mangeait. Il est inhumé à Mtskheta dans l’église patriarcale de Swéti-Tzkhowéli. Certains y ont vu un empoissonnement commandité par le Chah de Perse.

## Mariage et descendance
Georges X épouse en 1578 Mariami, fille du prince Georges Dadiani de Salipartiano, morte après 1610, dont :
- Louarsab II ;
- Eleni, fiancée au futur tsar Fédor II ;
- Khorashan (morte en 1659), qui épouse en 1612 Teimouraz Ier de Kakhétie ;
- Tiantina, neuvième épouse de 1604 à 1614, sous le nom de « Peri Lala Fatima Sultan Bégoum », du Chah séfévide Abbas Ier. Répudiée, elle devient l'épouse de Paykar-Khan, vice-roi perse de Khakétie de 1616 à 1623.